# Famille Teitgen
La famille Teitgen est une famille originaire de Roussy-le-Village, commune située dans le département de la Moselle et dont plusieurs membres se sont illustrés, dans le droit et en politique,

## Descendance de Pierre Teitgen
François Teitgen, né le 4 mars 1764 à Roussy-le-Village (Moselle). Il épouse le 25 septembre 1794 à Zoufftgen (Moselle) Catherine Schwartz, née le 9 juin 1758 à Zoufftgen et morte le 1er janvier 1818 à Zoufftgen. De cette union, naissent quatre enfants, dont :
Jean Teitgen, né le 10 septembre 1797 à Zoufftgen. Il épouse le 31 janvier 1828 à Zoufftgen  Marie Goerendt, née le 6 juillet 1797 à Hautcharage (Luxembourg). De cette union, naissent deux enfants, dont :
Pierre Teitgen, né le 6 mai 1831. Il épouse Marguerite Kayler et ont quatre enfants, dont :
Pierre Teitgen, né le 10 février 1853 à Zoufftgen. Cordonnier, il épouse  le 25 juin 1881 à Nancy (Meurthe et Moselle) Marie Damblé, née le 19 octobre 1854 à Yutz (Moselle). De cette union, naissent quatre enfants, dont :
Henri Teitgen, né le 8 mars 1882 à Nancy et mort le 21 octobre 1969 à Paris, 16e arrondissement. Avocat, résistant et homme politique, vice-président de l'assemblée nationale, il épouse le 5 avril 1907 à Besançon (Doubs) Marie-Madeleine Hermance Goux, née le 6 juin 1885 à Rigney (Doubs) et morte  le 9 février 1977  à Paris, 16e arrondissement. De cette union, naissent onze enfants, dont :
Pierre-Henri Teitgen, né le 29 mai 1908 à Rennes (Ille-et-Vilaine) et mort le 6 avril 1997 à Paris. Juriste, professeur et homme politique, ministre d’État, il est grand-croix de la Légion d'honneur, grand officier de l'ordre national du Mérite, compagnon de la Libération, croix de guerre 39-45, médaille de la Résistance. De son mariage avec Jeanne Fonlupt-Esperaber, sont nés sept enfants., dont:
Francis Teitgen, né le 8 mars 1952 à Courbevoie (Hauts-de-Seine), avocat au barreau de Paris. Marié tout d'abord avec Anne Capdevielle, il a un fils Julien (né le 20 décembre 1978). Il se marie ensuite le 24 juin 1989 avec Karin Olson (qui lui donne une fille Marie-Victoire, née me 2 août 1990). Enfin, il se marie le 8 juillet 1994 avec Marie-Pierre Certin, avocate et naitront 2 enfants Nicolas et Clémence.
Pierre-Yves Teitgen, directeur juridique du Figaro
Jean Teitgen, né le 6 avril 1936 à Rennes (Ille-et-Vilaine) , journaliste et rédacteur en chef à l'ORTF. Il épouse le 6 juillet 1958 Colette Billiet. De ce mariage, sont nés trois enfants puis se marie avec Marie Andela, De ce mariage est née Sophie Teitgen.
Paul Teitgen, né  le 6 février 1919 à Colombe-lès-Vesoul (Haute-Saône). Résistant, secrétaire général de la police française à Alger pendant la guerre d'Algérie, il démissionne en septembre 1957 après avoir demandé sa mutation en mars 1957 au ministre résident, Robert Lacoste dans une lettre où il dénonçait la torture et les crimes de guerre perpétrés par la France.Ancien élève de l’École nationale d'administration, (promotion France combattante), il fut maître des requêtes au Conseil d’État. De son mariage le 5 janvier 1944 avec Hélène Demougeot sont nés cinq enfants.
François Teitgen, né le 5 novembre 1920 à Nancy. Marié à Simone Clément. De ce mariage sont nées trois enfants dont :
Catherine Teitgen-Colly, Officier de la légion d'honneur, Professeure des Universités en droit public à l'université Paris 1 Panthéon-Sorbonne, École de droit de La Sorbonne (EDS), équipe de recherche : Institut des sciences juridique et philosophique de La Sorbonne (ISJPS).
Elle est notamment l'auteure du Traité du droit de l'asile (en collab. avec D. Alland), PUF, Coll. Droit fondamental, 2002. Elle est membre actuelle de la CNCDH (Commission consultative des droits de l'homme) - Référent asile immigration et fut vice-présidente de la CNCDH avec Henri Leclerc lors de la dernière mandature. Elle a exercé pendant quinze ans les fonctions d'assesseur au titre du Haut commissariat pour les réfugiés (HCR) au sein de la Commission de recours des réfugiés (CRR devenue CNDA - Cour nationale du droit d'asile).
Elle a dirigé l'institut d'études de droit public (IEDP) à la faculté Jean-Monnet de Sceaux-Université Paris-Sud (Hauts-de-Seine).